# Arifureta: From Commonplace to World's Strongest
Arifureta: From Commonplace to World's Strongest (яп. ありふれた職業で世界最強, Arifureta Shokugyō de Sekai Saikyō, укр. «Аріфурета: Найсильніший ремісник у світі/Звичайна професія - найсильніший у світі») — серія ранобе, написана Рьо Шіракоме та проілюстрована Такаякі. Спершу це був веб-роман, але серію опублікували в друкованому вигляді з червня 2015 року до вересня 2022 року. Сюжет розповідає про Хадзіме Наґумо, старшокласника, який став жертвою знущань і був перенесений разом із усім класом та шкільним учителем до іншого світу, щоб воювати у війні проти раси демонів. Після зради одного з однокласників, який залишив його помирати, Хадзіме розпочинає подорож, щоб покращити себе та знайти спосіб для всіх повернутися додому. Англійську ліцензію на ранобе отримала компанія J-Novel Club, а друковані видання випускає Seven Seas Entertainment. Переклад англійською виконав Муртаза Бурхан. Передісторія ранобе була опублікована у 2017 році.
Серію було адаптовано у манґу, яка виходить на сайті Comic Gardo від Overlap з 2016 року, а також у комедійний йонкома-спіноф і манґу за мотивами передісторії, усі три ліцензовані Seven Seas. Аніме-адаптацію для телебачення створили студії White Fox і Asread, вона транслювалася з липня по жовтень 2019 року. Другий сезон, створений Asread та Studio Mother, виходив із січня по березень 2022 року. Третій сезон вийшов у жовтні 2024 року.

## Сюжет
Старшокласник Хадзіме Наґумо зазнає знущань від однокласників через свої стосунки з класною зіркою Каорі. Коли він та його клас переносяться до фантазійного світу богом Егітом, усі однокласники отримують потужні магічні здібності, тоді як Хадзіме отримує лише базову алхімічну магію для трансмутації твердих матеріалів — звичайну здатність, зазвичай властиву ремісникам і ковалям. Під час рейду в підземеллі Хадзіме зраджує один із однокласників, скинувши його на дно підземелля. Він виживає після падіння та створює зброю, щоб вибратися з підземелля й стати сильнішим. Їжа з м'яса монстрів змінює його особистість.
На своєму шляху він зустрічає ув'язнену вампірку Юе, до якої згодом приєднуються кроликовуха Шіа, збочена дракониця Тіо та інші. У кінці підземелля Хадзіме дізнається, що Егіт — це тиран, який перекрутив світ для своїх ігор. Хадзіме ставить за мету підкорити всі підземелля, щоб зібрати артефакти, необхідні для повернення у свій рідний світ.

## Персонажі
Хаджиме Нагумо (яп. 南雲 ハジメ)
17-річний учень, який через нічні ігри в школі вважається лінивим. Під час виклику до світу Тортус він отримує найслабшу професію альхіміка, через що його однокласники зневажають його. Під час тренувань у Лабіринті Оркуса він зраджений і втрачає ліву руку, але виживає завдяки цілющим кристалам та божественній воді. Його тіло відновлюється, і він набуває здатності поглинати сили монстрів, що значно підвищує його магічні та фізичні можливості. Хаджиме стає безжальним і холодним, сприймаючи світ як поділений на ворогів і союзників, і починає без коливань знищувати тих, хто заважає йому досягти мети — повернутися додому. В подорожі він зустрічає вампірку Юе, яку звільняє, і вони разом вирушають на пошуки шляху назад. Хаджиме вдосконалює свої алхімічні здібності, створюючи потужну зброю і техніку для боротьби з ворогами. Його досвід змінює його як людину, поступово він відновлює здатність піклуватися про своїх союзників. В кінці він повертається на Землю, але його пригоди ще не завершені.
Юе (яп. ユエ)
Одна з головних героїнь, 323-річна вампірка, що виглядає як 12-річна дівчина з золотистим волоссям та червоними очима. Вона була королевою вампірів до того, як її зрадив дядько, і після цього була закрита в печері на 300 років. Зустрівшись з Хаджимою, вона була звільнена, і вони стали близькими. Юе має надзвичайно потужні здібності, зокрема автоматичне відновлення, що дозволяє їй швидко відновлюватися навіть після смертельних поранень, і управління магією, яке дає можливість використовувати магію без необхідності вимови заклинань. Її улюблена магія — гравітаційна магія. Вона також здатна відновлювати магічну енергію, випиваючи кров інших. З часом вона стає важливою частиною команди Хаджими, підтримуючи його в усіх битвах. Після певних подій її вигляд змінюється завдяки магії, і вона може переключатися між юною та дорослою формою. Незважаючи на свою вічну молодість, вона має зрілу і серйозну натуру, але також часто демонструє сексуальність та рішучість. Вона є частиною гарему Хаджими, хоча визнає тільки ту жінку, яка може бути його «першою дружиною».
Шія Хаурія (яп. シア・ハウリア)
16-річна дівчина з племені Хаурія, напівлюдина-Зайка, дочка вождя племені. Вона була народжена з магією, якої не повинна була мати її раса, і через це її сім'я ховала її здібності. Після того, як її та її плем'я виявили, Шія була змушена тікати і була врятована Хаджимою. Шія — енергійна і весела, але з її характером виникають проблеми, оскільки вона часто надмірно самовпевнена і нахабна. Спочатку її називали «невдачною зайчою» через її поведінку, але після того, як Хаджиме врятував її плем'я, вона почала все більше захоплюватися ним і вирушила з ним в подорож. З часом вона стала важливою частиною його команди. Шія має дві унікальні здібності: управління магією і прогнозування майбутнього. Ці здібності призвели до того, що її волосся стало відтінку блідого блакитного, а не традиційного темного для її племені. У бою вона не володіє великими магічними здібностями, але завдяки тренуванням з Юе вона здобула чудову фізичну силу і майстерність у бою на близькій дистанції. Шія носить великий молот «Дріккен», який їй зробив Хаджиме, і разом з покращенням фізичної сили та здатністю бачити майбутнє вона стала дуже сильною в бою. Її фізичні здібності постійно зростають, і вона навіть досягає рівня X у силі, ставши однією з найсильніших героїнь у світі. Вона не зацікавлена в інших чоловіках, крім Хаджими, і з часом стає важливою частиною його гарему.
Тіо Кларс (яп. ティオ・クラルス)
563-річна принцеса з племені драконів, одна з героїнь. Вона володіє величезними фізичними даними: чорні волосся, золоті очі, красиве тіло з великими грудьми. Вона одягнена в чорний кімоно, має високу інтелектуальність і розумний характер. Тіо вийшла зі схованки свого племені, щоб дослідити прибульців з іншого світу, але була зачарована Шімідзу і перетворена на дракона, що напав на мандрівників. Хаджиме повернув її до свідомості, але під час бою вона стала жертвою дуже специфічної ситуації, коли Пайлбанкер виявився в її тілі, що призвело до її «пробудження» як домінуючої особистості зі схильністю до мазохізму. Вона почала вважати Хаджиме своїм паном, радіючи його жорстоким покаранням. Хоча Тіо має сильну схильність до болю, вона зберігає свою розумність і відповідальність, захищаючи своїх товаришів. Її інтелект дозволяє їй оцінювати ситуації з холодною головою, і її називають «Супер-Тіо». Тіо здатна перетворюватися на величезного дракона, що значно підвищує її бойові характеристики. Крім того, після того як вона прокинулась від свого мазохістичного захоплення, вона отримала здібність «змінювати біль», що дозволяє їй ставати сильнішою від болю. Вона також володіє магією елементів: вогню, вітру та грому, а її ричання в драконоподібній формі є потужним елементом атаки. У фінальній битві, завдяки артефакту Хаджиме — чорному бичу рабства, Тіо розвинула унікальну здатність перетворювати живі істоти на чорних драконів, щоб підкоряти їх. Вона також здобула найвищу форму свого драконячого перетворення, що дає їй неймовірну силу — трансформація в величезного чорного дракона, здатного знищити армії та маніпулювати погодою.
Ширасаки Каорі (яп. 白崎 香織)
одна з героїнь, однокласниця Хаджиме, популярна серед хлопців. Вона завжди була милою та люблячою дівчиною, яка не могла залишити Хаджиме байдужим. Вона зацікавилася ним ще в середній школі, коли побачила, як він захищав безпомічну бабусю та її онука від хуліганів. Пізніше, випадково вступивши до того ж самого старшого класу, Каорі стала активно намагатися подружитися з Хаджиме, що насправді зробило ситуацію ще гіршою, бо Хаджиме став об'єктом знущань через свої стосунки з нею. Каорі добра, щира і завжди готова допомогти. Вона володіє великою енергією та рішучістю, часто йде на екстремальні кроки, щоб отримати те, що хоче. Це навіть призводить до деяких непорозумінь, особливо з її не надто тонким підходом до Хаджиме. Вона досить неуважна до почуттів інших і не помічає, як інші можуть до неї ставитися. Після того, як Хаджиме потрапив в небезпеку і зник, Каорі сильно переживала, але не втрачала надії і продовжувала тренуватися в Ольксу Лабіринті, щоб знайти його. Вона сильно змінилася, коли зрозуміла, що Хаджиме змінився, і вирішила бути з ним, незважаючи на його нову темну сторону. Після того, як вона зізналася йому в почуттях, Каорі стала значно більш активною і навіть агресивною в своєму прагненні бути з Хаджиме. Вона володіє великими здібностями в магії відновлення і є чудовим цілющим магом. Її магія здатна зцілювати на великих відстанях і в великих масштабах. Після того, як вона померла, її душу було збережено завдяки стародавній магії Тіо, і вона повернулася в новому тілі, стаючи фізично сильнішою. На фінальній битві вона використовує свої здібності відновлення на поле бою, лікує союзників і бореться з ворогами. Вона також володіє сильними відновними і захисними магіями, що дозволяє їй діяти на кількох фронтах одночасно, допомагаючи армії та союзникам.
Яегасі Шізуку (яп. 八重樫 雫)
одна з героїнь твору, однокласниця Хадзіме та найкраща подруга Каорі. Вона майстер бойового мистецтва «八重樫流» (Яегасі-рю), що є традиційною школою фехтування, і її навички в бою досягають національного рівня. Має висоту 172 см, довге волосся, яке зав'язане в хвіст, і привабливу, урочисту ауру, що приваблює багатьох шанувальників, переважно жінок. Вона також дуже відповідальна і піклується про своїх однокласників, хоча насправді є дуже чутливою і має дівочі уподобання, зокрема любить милі речі. З дитинства виявляла талант до фехтування і здобула підтримку своєї родини та учнів. Спочатку вона мала прихильність до Кокі, але через заздрість однокласниць, які не любили її перебування поруч з ним, почала зазнавати переслідувань. Після цього її ставлення до нього змінилося, і вона почала сприймати його як молодшого брата. Водночас вона глибоко вдячна Каорі, яка допомогла їй у складних ситуаціях, і між ними виникла міцна дружба. У бою вона разом з Кокі та Рютаро є на передовій і холоднокровно оцінює ситуацію, даючи команди, за що Катрія вважає її більш гідною героїні, ніж Кокі. Спочатку вона не мала свого бойового інструменту, через що не могла повністю реалізувати свій потенціал, але після бою з Катрією, вона отримала чорний меч від Хадзіме як вдячність, що дозволило їй розкрити свої бойові можливості. Після вторгнення до королівства вона усвідомила свої слабкості і вирішила подорожувати з Хадзіме, щоб стати сильнішою. Поступово вона почала довіряти Хадзіме і ставала більш відкрита з ним. Їхні стосунки викликали занепокоєння у Юе та інших, а Гахарл навіть попереджав її не закохуватись у нього. Під час одного із завдань в імперії вона пережила серйозне розчарування, коли її помилково прийняли за підозрілу особу через рожеву маску, що стала для неї травмою. Пройшовши через труднощі, такі як подолання лабіринту в лісі Хурціну, вона усвідомила свої почуття до Хадзіме, а після боротьби з власними ілюзіями і допомоги Хадзіме змогла визнати, що любить його і готова прийняти це почуття.
Хатаяма Айко (яп. 畑山 愛子)
одна з героїнь твору, вчителька суспільних наук у школі, де навчаються Хадзіме та інші персонажі (але не є класним керівником). Вона має 25 років, але через свою дитячу зовнішність виглядає набагато молодшою, зокрема, як підліток. Через це учні люблять її і називають «Айчан» або «Айчан-сенсей». Вона намагається бути серйозною та авторитетною вчителькою, але через свій вигляд має низьку самооцінку, особливо після досвіду в Японії, і не помічає уваги, яку до неї проявляють Девіт та інші лицарі храму. Після того як її викликали в інший світ, Айко продовжує піклуватися про своїх учнів і виступає проти священиків, які хочуть піддавати їх небезпеці. Хоча вона не є бійцем, її здатності у сільському господарстві мають величезне значення, і вона працює над поліпшенням сільських земель, перетворюючи їх на родючі площі. В результаті, її починають називати «Богинею врожаю», і люди починають її глибоко шанувати. Після того як вона дізналася, що Хадзіме потрапив у безодню, вона була сильно шокована. Однак, коли вона випадково зустрічає його в місті Уру, вона спочатку радіє, але сильно здивована змінами в його вигляді. Проте, вона продовжує ставитися до нього як до свого учня. Коли Хадзіме намагається покинути Уру, вона прочитала йому серйозну лекцію, яка допомогла йому змінити своє ставлення до життя. Під час битви в Уру її ім'я «Богиня врожаю» було використано Хадзіме для підняття морального духу вояків. Пізніше, коли Хадзіме допоміг їй вижити після отруєння, Айко почала відчувати до нього прихильність, хоча була збентежена через відносини вчителя та учня. Після повернення в столицю вона протестує проти церкви та короля, які намагаються оголосити Хадзіме єретиком, і вирішує розповісти своїм учням правду про цей світ. Однак вона була викрадена Нойнтом і замкнена в святилищі, звідки її врятував Хадзіме. Під час битви змагалася з Тіо, але випадково зруйнувала головний храм, що призвело до того, що вона здобула нові магічні здібності, і разом з Хадзіме та іншими персонажами почала вивчати душевну магію. Після того як вона дізналася, що через її дії були вбиті кілька представників церкви, Айко відчула важку провину. Однак Хадзіме попросив її не відмовлятися від цього почуття, а нести його як частину себе, щоб вона знову змогла повернутися до людяності. Цей момент став поворотним, і відтоді Айко почала відчувати до нього глибокі почуття. Під час фінальної битви вона вже не приховувала своїх почуттів, і ці стосунки стали важливою частиною її життя.

## Публікація
Рьо Шіракоме спочатку опублікував серію як веб-роман на сайті користувацького контенту Shōsetsuka ni Narō. Основна історія тривала вісім томів, виходячи з 7 листопада 2013 року до 31 жовтня 2015 року, після чого були опубліковані три додаткові історії та одна додаткова розповідь. Серію взяло до публікації видавництво Overlap, яке випустило перше ранобе з ілюстраціями Такаякі у червні 2015 року під своїм імпринтом Overlap Bunko. Коли було оголошено про відтермінування аніме-адаптації до 2019 року, вихід восьмого тому ранобе також було відкладено на місяць — з березня на квітень 2018 року. Серія завершилася випуском чотирнадцятого тому.
Серія ранобе-передісторії під назвою «Arifureta: From Commonplace to World's Strongest. Zero» (ありふれた職業で世界最強 零, Arifureta Shokugyō de Sekai Saikyō Zero), або просто «Аріфурета Нуль», виходила з грудня 2017 року до грудня 2021 року та налічує шість томів.
Цифровий видавець J-Novel Club ліцензував серію для англійського випуску і опублікував перший розділ 21 лютого 2017 року. Під час свого панельного заходу на Anime Expo 2017 компанія Seven Seas Entertainment оголосила, що випустить друковану версію ранобе в рамках співпраці з J-Novel Club. J-Novel Club також ліцензував Аріфурету Нуль, і ця серія стала першою одночасною публікацією видавництва.

## Медіа

### Манга
Адаптація у вигляді манґи, створена Роґою, публікується на сайті Comic Gardo від Overlap з 22 грудня 2016 року, а перший том був випущений через три дні, 25 грудня, щоб співпасти з виходом п'ятого тому ранобе. Серіал отримав ліцензію Seven Seas Entertainment.
Комедійний йонкома-спіноф, створений Місакі Морі, під назвою Arifureta: I Heart Isekai (ありふれた日常で世界最強, Arifureta Nichijō de Sekai Saikyō), розпочав публікацію на сайті Comic Gardo від Overlap 11 липня 2017 року. Seven Seas оголосила про ліцензію на серію 10 січня 2019 року.

### Аудіо драма
Серія з двох драматичних CD була випущена разом з сьомим, восьмим і десятим томами ранобе 25 грудня 2017 року, 25 квітня 2018 року та 25 червня 2019 року. Драматичні CD мають той самий склад акторів озвучення, що і аніме.

### Аніме
Аніме-адаптація для телебачення була анонсована 3 грудня 2017 року. Спочатку серіал повинен був вийти в ефір у квітні 2018 року, але 15 січня 2018 року його прем'єру було відкладено через «певні обставини». Спочатку серію повинен був режисерувати Джун Камія, а сценаристом мав бути Казуюкі Фудеясу, з анімацією від студії White Fox та дизайном персонажів від Ацуо Тобе, який також мав бути головним аніматором. Однак після відкладення прем'єри 29 квітня 2018 року було оголошено, що Кінджі Йошімото замінить Камію на посаді режисера, а студія Asread приєднається до White Fox як аніматори. Крім того, Чіка Кодзіма замінив Ацуо Тобе на посаді дизайнера персонажів, щоб адаптувати оригінальні дизайни Такаякі, а Казуюкі Фудеясу залишив свою посаду сценариста, його замінили на Сьоічі Сато та Кінджі Йошімото. Музику до серії склав Рьо Такахаші. Відкриваючу тему «FLARE» виконує Void_Chords разом з LIO, а закриваючу тему «First Song» (ハジメノウタ, Hajime no Uta) виконує DracoVirgo.
Серіал транслювався з 8 липня по 7 жовтня 2019 року на каналах AT-X, Tokyo MX, SUN та BS11. Він налічував 13 епізодів. Дві OVA були випущені з другим і третім наборами домашнього відео 25 грудня 2019 року та 26 лютого 2020 року.
Funimation ліцензувала серіал для англійського симулякасту та SimulDub. Після придбання Sony компанії Crunchyroll, серіал був переміщений на Crunchyroll.
Після фіналу першого сезону було оголошено, що серіал отримає другий сезон. Акіра Іванага замінив Кінджі Йошімото на посаді режисера, а студія Studio Mother замінила White Fox як другу студію. Інші члени команди та актори повернулися до своїх ролей. Другий сезон транслювався з 13 січня по 31 березня 2022 року на каналах AT-X, Tokyo MX та BS11 і доступний для перегляду на iQiyi. Відкриваюча тема другого сезону — «Daylight» у виконанні MindaRyn, а закриваюча тема — «Gedō Sanka» (外道讃歌) у виконанні FantasticYouth. Дві OVA були випущені 25 вересня 2022 року під назвою «The Miraculous Meeting and the Phantasmagorical Adventure» (幻の冒険と奇跡の邂逅, Maboroshi no Bōken to Kiseki no Kaigō).
10 вересня 2022 року було оголошено, що третій сезон знаходиться в процесі виробництва. Студія Asread займається анімацією третього сезону, а Акіра Іванага, Сьоічі Сато та Чіка Кодзіма повертаються до своїх ролей як режисер, сценарист і дизайнер персонажів відповідно. Прем'єра відбулася 14 жовтня 2024 року.

## Сприйняття
Серія стала 27-ю найпродаванішою серією ранобе в першій половині 2017 року, з 84 372 проданими примірниками.
Ребекка Сільверман з Anime News Network оцінила серію позитивно, похваливши її за основну концепцію та те, як вона «гарно обігрує жанрові кліше», змушуючи головного героя працювати для досягнення свого надзвичайно сильного статусу героя, замість того, щоб отримати його одразу, як це часто буває з героями ранобе. Вона розкритикувала серію за зображення романтичних стосунків між Хадзіме та Юе, назвавши їх «нездоровими», а також висловила думку, що переклад не був таким хорошим, як у деяких інших випусках J-Novel Club.
Аніме-адаптація зазнала дуже різкої та негативної критики. Крістофер Фарріс з Anime News Network вказав на проблеми виробництва як основні причини провалу серіалу. Фарріс зазначив погану якість анімації та перший епізод, який залишив глядачів у цілковитому здивуванні, оскільки в ньому пропущена велика частина оригінального ранобе.